# Beatsteaks
Beatsteaks – niemiecki zespół punkrockowy założony w 1995 roku w Berlinie.
W 2004 roku na gali MTV Europe Music Awards zespół zdobył nagrodę dla najlepszego zespołu niemieckiego.

## Skład
- Arnim Teutoburg-Weiss (wokalista, gitarzysta)
- Bernd Kurtzke (gitarzysta)
- Peter Baumann (gitarzysta)
- Thomas Götz (perkusista)
- Torsten Scholz (basista)

## Dyskografia

### Albumy studyjne
- (1997) 48/49
- (2000) Launched
- (2002) Living Targets
- (2004) Smack Smash
- (2007) .limbo messiah
- (2008) Kanonen auf Spatzen – album koncertowy
- (2011) Boombox
- (2014) Beatsteaks
- (2017) Yours

### EP'ki
- (1998) 6-11-98 Knaack
- (2002) Wohnzimmer EP

### DVD
Kanonen auf Spatzen
- (2004) Beatsteaks Live (Limitowana edycja, dodatek do albumu Smack Smash)
- (2005) B-Seite
- (2007) .demons galore (Limitowana edycja, dodatek do albumu .limbo messiah)
- (2008) Kanonen auf Spatzen